# Azul de Tufts
Azul de Tufts  es la tonalidad de azul que utiliza oficialmente como uno de sus colores corporativos la Universidad Tufts. 
Se corresponde con el color código 279 en el sistema Pantone o con los parámetros 70c 33m 0y 0k del modelo de color CMYK.